# Gástrula

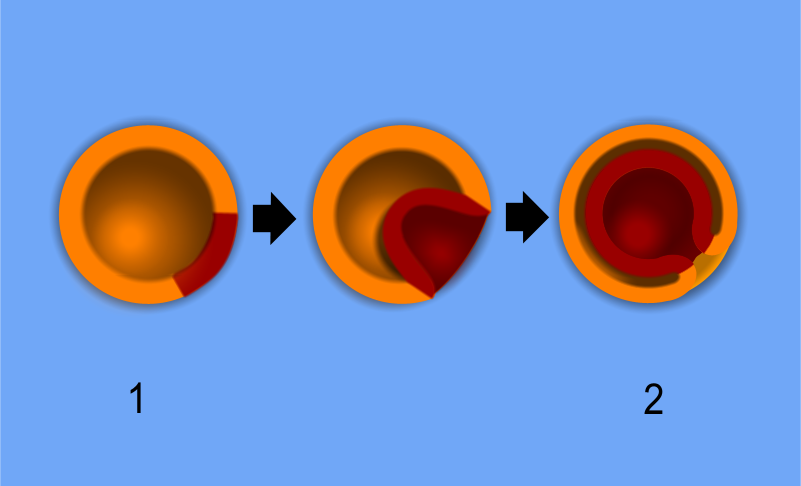
Proceso de gastrulación:
1. Blástula: blastodermo (en naranja), blastocele (en marrón), epiblasto (en rojo);
2. Gástrula: ectodermo (en naranja), endodermo (en rojo).

La gástrula es una etapa del desarrollo embrionario de todos los animales, excepto en las esponjas, que sigue a la fase de blástula. La fase de gástrula es el resultado de una drástica reestructuración denominada gastrulación. Cuando la gastrulación se ha completado, el embrión se convierte en una néurula.
La gastrulación es el proceso mediante el cual el embrión adquiere tres capas germinales (ectodermo, mesodermo y endodermo) y adquiere una orientación axial. La gastrulación comienza con la aparición de la línea primitiva, banda lineal engrosada de epiblasto.
Por lo que hace referencia a los humanos la gástrula tridérmica que aparece en la tercera semana del embarazo después de la implantación ya hay definidas ciertas  capas del endodermo y ectodermo así como el saco vitelino y la cavidad amniótica.